# Alabes obtusirostris
Alabes obtusirostris är en fiskart som beskrevs av Lee Milo Hutchins och Morrison 2004. Alabes obtusirostris ingår i släktet Alabes och familjen dubbelsugarfiskar. Inga underarter finns listade i Catalogue of Life.